# Vistrap (Oostende)

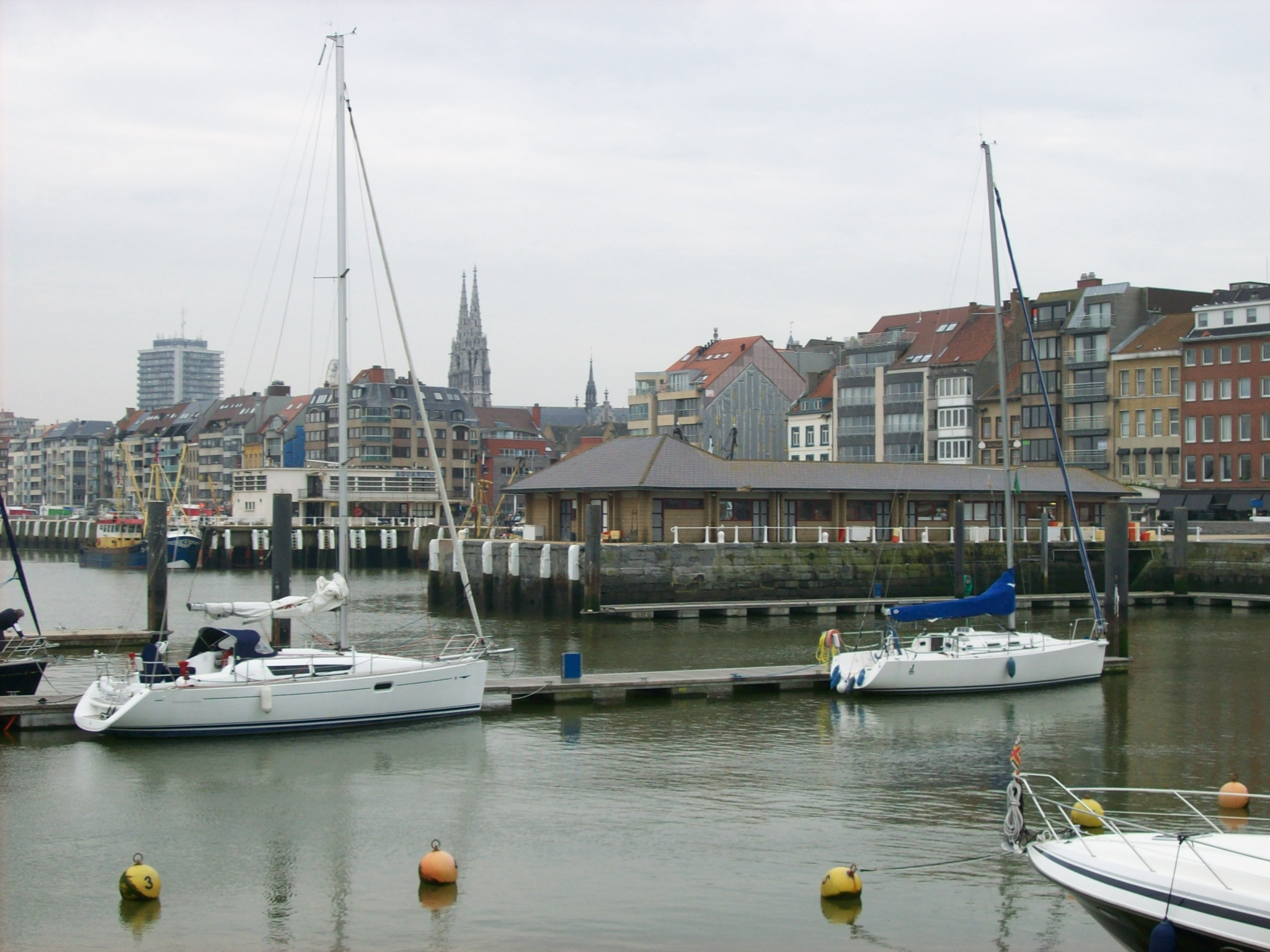
de Vistrap

De vistrap is een openlucht-vismarkt in de Belgische havenstad Oostende. De markt bevindt zich op de kaai ten noorden van de haven. De vistrap is ontstaan door de uitbouw van de haven in de 19de eeuw. De vistrap is dagelijks geopend, behalve op kerstdag en Nieuwjaar en wanneer er storm op zee is geweest.

## Geschiedenis
Tijdens de bouw van de dokken rond 1850 werd een trap voorzien die rechtstreeks naar de aanmerende vissersboten leidde. Het grootste deel van de vangst ging naar de reder, want met de verkoop moest men de kosten van het schip kunnen dekken. De rest werd verdeeld onder de bemanning. Wat ze zelf niet nodig hadden, verkochten ze dagvers aan die trap, die al snel in de volksmond 'de vistrap' werd genoemd. Het trapje is nu verdwenen, maar de naam bleef wel bestaan. Nog steeds dankt Oostende een deel van haar charme aan de kaai en zijn omgeving.

## Stadsmuseum Oostende
De Oostendse vissershaven was aan het einde van de negentiende eeuw een van de belangrijkste havens van het Europese continent. Toch leefden de vissers in bittere armoede. Een reconstructie van dit harde vissersleven vind je in het Stadsmuseum Oostende. Dit museum bevindt zich in de voormalige residentie van Leopold I, wat tevens de lievelingsplek is van de tachtigjarige Omer Vilain, de voormalige bibliothecaris. "De vissers waren ongeletterd, ze werden uitgebuit. Het aantal kinderen in de gezinnen lag hoog. Vochtige kelders werden als woongelegenheden verhuurd. De tuberculoseslachtoffers waren dan ook niet te schatten. Ook de zee eiste veel slachtoffers." "Vooral de aanvoer van goedkopere Engelse vis zette kwaad bloed. Op een ochtend barstte dan ook de bom. Oostendse vissers vielen Engelse boten aan die in de stad vis kwamen verkopen. Politie, rijkswacht en burgerwacht hadden de situatie niet meer onder controle en het geweld escaleerde."

## Vernieuwing
Op 25 maart 2006 werd de vernieuwde Vistrap feestelijk geopend. Zo'n 200 Oostendaars genoten er van een hapje en een drankje. De renovatie van de Vistrap was nodig om de verkoopplaats in orde te brengen met de nieuwe wetgeving van het Federaal Voedselagentschap. De bekende Vistrap, de verkoopplaats waar vissers zelf hun vis aan de man brengen, werd gesloten op 6 maart 2006. De renovatiewerken gebeurden hoofdzakelijk in de ruimtes van de verkopers. In de vaste kraampjes werd de verse vis vroeger op houten planken of ruwe steen tentoongesteld. Nu wordt de vis verkocht op blauwe steen, graniet of inox. Ook werd de vloer vernieuwd.
In mei 2015 werd begonnen met de afbraak van de vistrap, die werd vervangen door nieuwbouw. Deze was in april 2016 klaar. De vismarkt vond in de verbouwingsperiode plaats vanuit strandcabines.